# Кагарлицький Микола Феодосійович
Мико́ла Федосíйович Кагарли́цький (нар. 6 січня 1937, Черняхів — пом. 2 вересня 2015, Київ) — український письменник, мистецтвознавець, музикознавець, літературознавець, вчитель, перекладач, публіцист, філолог, громадський і культурний діяч. Дослідник біографій і автор книг про видатних діячів української культури таких, як Катерина Білокур, Оксана Петрусенко, Михайло Донець, Іван Козловський, Дмитро Гнатюк та ін.
Заслужений діяч мистецтв України.

## Життєпис
Народився 1937 року в родині селян Федося Гнатовича та Тетяни Антонівни Кагарлицьких.
1961 року закінчив філологічний факультет Киïвського державного університету.
Учителював, працював завідувачем літературного відділу Киïвського державного академічного театру опери та балету, кореспондентом газети «Літературна Украïна», редактором видавництв «Дніпро» та «Мистецтво».
Був організатором вечорів пам'яті видатних діячів української культури минулого і сучасності, які проходили в Республіканському Будинку актора, у клубі літераторів Спілки письменників України та, пізніше, у київському Будинку учителя.
За свою принципову позицію був звільнений, проходив в матеріалах державного спостереження як дисидент, 1969 року був занесений до списку небажаних для друку.
З 1979 року — член Спілки театральних діячів України, з 1985 року — член Спілки письменників України.
З 1988 — на творчій роботі. Того ж року випущено його збірку «Наодинці із совістю» — про діячів української культури сучасних та минулих днів.
Майже 30 років збирав листи Катерини Білокур. Після публікації їх у журналі «Вітчизна» 1995 року виходить друком його книжка «Катерина Білокур. Я буду художником!»
В 2000-х роках виходить дослідження «Катерина Білокур очима сучасників».
2007 року видана книга «Легендарна Оксана Петрусенко», також вийшло видання «Листами, мов зорею, засвітилася».
Опублікував понад 300 праць про діячів літератури, мистецтва, цикл досліджень «Генієм Шевченка опромінені». Автор книжок про Оксану Петрусенко та інших. Підготував до видання книгу-епопею «Велич і трагедія Михайла Донця».
Був організатором вечорів пам'яті видатних діячів української культури минулого і сучасності, які проходили в Республіканському Будинку актора, у клубі літераторів Спілки письменників України та, пізніше, у київському Будинку учителя. 
Співпрацював із українським радіо. Сприяв здійсненню понад ста записів співаків для Фондів Національного радіо.

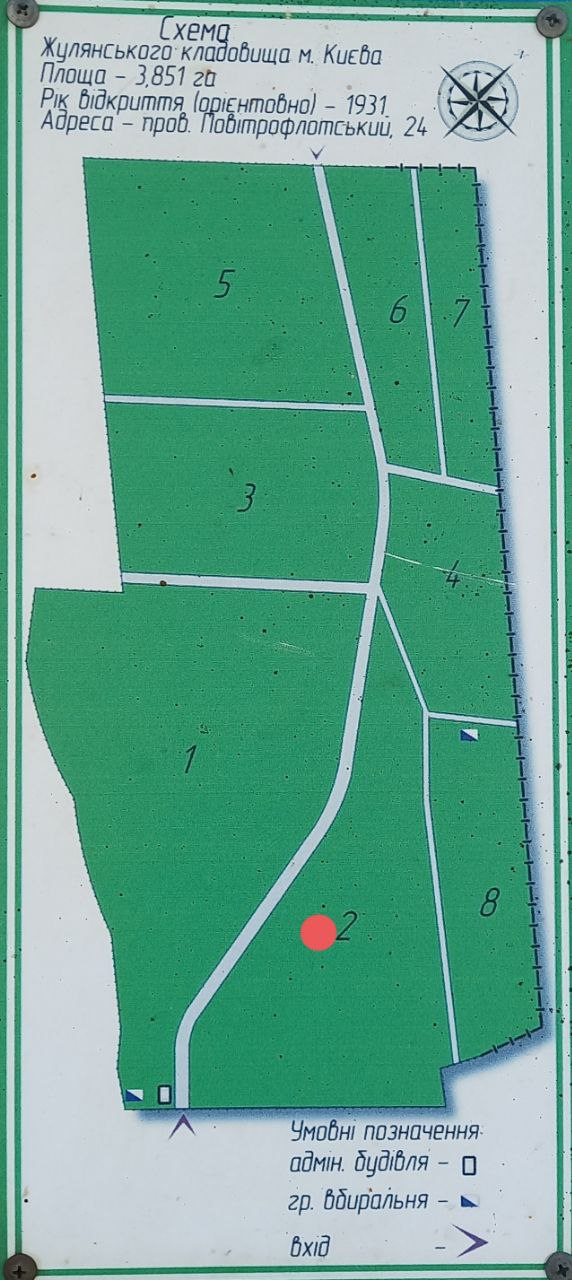

Перекладав з болгарської та німецької.
Помер 2 вересня 2015 року в Олександрівській лікарні міста Києва після тривалої хвороби нирок, яку отримав внаслідок побиття 29 липня 1989 року. Похований на Жулянському кладовищі м. Києва поруч із могилою матері (Ділянка 2).

## Громадська діяльність

#### Перейменування вулиць у м. Києві
Ініціював перейменування вулиць на честь Катерини Білокур, Михайла Донця, Івана Козловського, Лариси Руденко, Михайла Гришка та ін.

#### Побиття Миколи Кагарлицького під будівлею ВР УРСР 29 липня 1989 року.
29 липня 1989 року Микола разом із дружиною Ольгою Кагарлицькою перебували біля будівлі ВР УРСР, де голодувала молодь, яка відстоювала національну символіку — синьо-жовтий прапор і тризуб. На колону молоді накинулися працівники міліції: почалось затримання і побиття юнаків. Микола Федосійович заступився за молодь і також був затриманий і побитий працівниками міліції. Всією цією операцією керував підполковник Куликов, той самий, що пізніше керував побиттям людей при похованні Патріарха Володимира; по тому Кагарлицький став інвалідом. Відтоді і до кінця свого життя письменник перебував на гемодіалізі.
Був учасником Помаранчевої революції та Революції Гідності.

## Родина
Батько — Федось Гнатович Кагарлицький (нар.1897 р.), селянин-середняк. Брав участь у селянських повстаннях на Київщині в 1919 рр, які очолював отаман Зелений. 25 березня 1929 року був заарештований за участь у селянсько-повстанському війську Зеленого, де був хорунжим, за відмову коритися сільській владі під час колективізації. Федося Гнатовича репресували як «ворога народу» і 27 вересня 1937 року його було розстріляно і таємно поховано разом із іншими жертвами політичних репресій в Биківнянському лісі.
Мати — Тетяна Антонівна Кагарлицька (нар. 1893 р.), селянка. Померла 24 лютого 1982 року у м.Києві. Ось як згадує матір у автобіографії Микола Кагарицький:
«Моя мати, Кагарлицька Тетяна Антонівна (1893—1982), в дівоцтві наймитувала, до глибокої старості трудилася в колгоспі з тавром „дружини контри“. Все життя працювала ударно, щоб хоч із дітей змити батькову „пляму“: ходила в п'ятисотенницях, семисотенницях. Із її дітей сягнуло дорослого віку нас лише троє. Брат Іван, приписавши два роки, добровільно пішов 1939 року на Фінську війну, щоб реабілітувати честь батька. Розпочалася Друга світова війна — і 1942 року „пляму“ з батька змив власною кров'ю. Сестра Віра з родиною мешкає в Києві.
До 18 літ я зростав під теплим крилом матері, яка була мені порадником, совістю і духовною провідницею.
У чотири з половиною роки вперше почув з патефона голос Оксани Петрусенко, навічно заполонився ним. Мої естетичні смаки формував детекторний приймач — він мене знайомив з голосами Михайла Гришка, Андрія Іванова, Івана Козловського, Петра Білинника, Марії Литвиненко-Вольгемут. Сильне враження на мою дитячу душу справили симфонії Бетховена, Чайковського: звучання оркестру підсвідомо заворожувало, хвилювало. Власне, з патефона і детекторного приймача розпочалося моє входження у великий світ музики. Захоплення переросло в покликання.»

Микола і Ольга Кагарлицькі

Дружина — Ольга Зіновіївна Кагарлицька, літературна редакторка, громадська та культурна діячка, впорядниця та хранителька домашнього архіву Кагарлицьких.
Подружжя дітей не мало.

## Відзнаки
- Заслужений діяч мистецтв Украïни;
- Почесний житель с. Богданівка, Бориспільського р-ну, Київської обл.

##### Лауреат премій
- імені Павла Чубинського;
- імені Катерини Білокур;
- імені Дмитра Нитченка (за громадянську позицію).

## Вшанування пам'яті
1 вересня 2016 року в комунальному закладі Кагарлицької міської ради «Черняхівська гімназія» в с. Черняхів, Київської обл. відкрито меморіальну дошку, а також створено шкільний музей письменника-земляка Миколи Кагарлицького. Впорядницею музею стала вчителька української мови та літератури Березюк Віра Миколаївна. Під керівництвом Віри Миколаївни учнями гімназії створено сайт шкільного музею Миколи Кагарлицького. Вдова письменника Ольга Кагарлицька передала музею книги, фотографії та деякі особисті речі митця.
12 січня 2017 року, до 80-річчя з Дня народження Миколи Кагарлицького, в Національному академічному театрі опери та балету України ім.Т.Г.Шевченка було виконано оперу Джузеппе Верді "Ріголетто".
7 березня 2019 року в Національному музеї літератури України відбулась презентація книги спогадів про Миколу Кагарлицького «Україна, батьку в нас одна». Під час події виступали Дмитро Павличко, Ніна Матвієнко, Ігор Борко, Михайло Слабошпицький, художник-графік Василь Перевальський, письменник Олександер Шугай, радіожурналістка Емма Бабчук, вчителька Віра Березюк, дружина письменника Ольга Кагарлицька та інші.

## Твори
- Оксана Петрусенко. Народна артистка УРСР: Художньо-документальний нарис. 1973;
- Оксана Петрусенко: Біографічна повість. 1983;
- Наодинці з совістю: Образи діячів української культури: Нариси. 1988;
- Катерина Білокур: «Я буду художником!»: Документальні оповіді[9]. 1995;
- Легендарна О. Петрусенко: Художньо-документальна повість[10]. 2007;
- Листами, мов зорею, засвітилася: Документальні оповіді[11]. 2007 (усі — Київ);
- Україна, батьку, в нас одна. Сповідь сина. Спогади про Миколу Кагарлицького[12]. 2019 (видано дружиною Ольгою Зіновіївною Кагарлицькою);
- Велич і трагедія Михайла Донця[13]. 2020 (видано дружиною Ольгою Зіновіївною Кагарлицькою).

## Вплив творчості
У 2024 р. у видавництві "Віхола" видано роман Олени Волинської «Я чую тебе. Сплетіння доль Катерини Білокур та Оксани Петрусенко», в якому письменниця використала цитати з листів Катерини Білокур та Оксани Петрусенко, які зібрав Микола Кагарлицький.
У книзі історикині Тетяни Швидченко, художниці Надії Харт та літературознавиці Діани Андрієвської "Столиций Київ" (видавництво "Стилет і стилос", 2024 р.) праці Миколи Кагарлицького використані під час написання розділу про Михайла Донця.